# Tapalapa
Tapalapa är en kommun i Mexiko.   Den ligger i delstaten Chiapas, i den sydöstra delen av landet, 700 km öster om huvudstaden Mexico City. Arean är 32 kvadratkilometer.
Terrängen i Tapalapa är lite bergig.
Följande samhällen finns i Tapalapa:
- Mazono
- El Porvenir
- San Antonio
- Sagrado Corazón de Jesús
- Veinte de Noviembre
- Blanca Rosa
- Palestina